# Lucius Pedanius Secundus
Lucius Pedanius Secundus († 61 in Rom) war ein römischer Politiker im 1. Jahrhundert n. Chr.
Unter Kaiser Claudius hatte er im Jahr 43 von März bis Juli das Suffektkonsulat inne. Im Jahr 56 wurde er dann zum Praefectus urbi ernannt. Über seine Amtszeit ist nichts weiteres bekannt, nur dass er im Jahr 61 von einem seiner Sklaven ermordet wurde. Der Senat, insbesondere Gaius Cassius Longinus, verlangte daraufhin nach römischem Recht die Hinrichtung aller 400 Sklaven des Pedanius. Zwar verlangte das Volk die Freilassung der Unschuldigen, doch Kaiser Nero beugte sich schließlich dem Willen des Senats.